# 6300 Хосаму
6300 Хосаму (6300 Hosamu) — астероїд головного поясу, відкритий 30 грудня 1988 року.
Тіссеранів параметр щодо Юпітера — 3,169.